# Guldfläckspraktmal
Guldfläckspraktmal (Decantha borkhausenii) är en fjärilsart som beskrevs av Philipp Christoph Zeller 1839. Guldfläckspraktmal ingår i släktet Decantha och familjen praktmalar (Oecophoridae). Enligt den finländska rödlistan är arten sårbar i Finland. i Sverige listad som "nära hotad", NT av ArtDatabanken. Arten Förekommer sällsynt från Blekinge till Dalarna. I övriga Norden har den tagits i södra Norge och södra Finland men saknas i Danmark. Artens livsmiljö är torr tallskog och den flyger runt tallkronor i skymningen och på natten. Inga underarter finns listade i Catalogue of Life.